# Perfect Strangers (série de televisão)
Perfect Strangers (renomeada como Almost Strangers para distribuição nos Estados Unidos) é uma minissérie britânica escrita e dirigida por Stephen Poliakoff e estrelado por Michael Gambon, Lindsay Duncan, Matthew Macfadyen, Claire Skinner e Toby Stephens.
A série estreou em 10 de maio de 2001 na BBC2.

## Elenco
- Michael Gambon	...	 Raymond
- Lindsay Duncan	...	 Alice
- Matthew Macfadyen	...	 Daniel
- Claire Skinner	...	 Rebecca
- Toby Stephens	...	 Charles
- Jill Baker	...	 Esther
- Timothy Spall	...	 Irving
- Anton Lesser	...	 Stephen
- Michael Culkin	...	 Sidney
- Kelly Hunter	...	 Poppy
- Kathleen Byron	...	 Edith